# Synagoga Mordki Herca w Łodzi (ul. Rokicińska 28)
Synagoga Mordki Herca w Łodzi – prywatny dom modlitwy znajdujący się w Łodzi przy ulicy Rokicińskiej 28.
Synagoga została zbudowana w 1904 roku z inicjatywy Mordki Herca. Została przeniesiona z lokalu znajdującego się przy ulicy Niskiej 18.